# Edificio La Nave

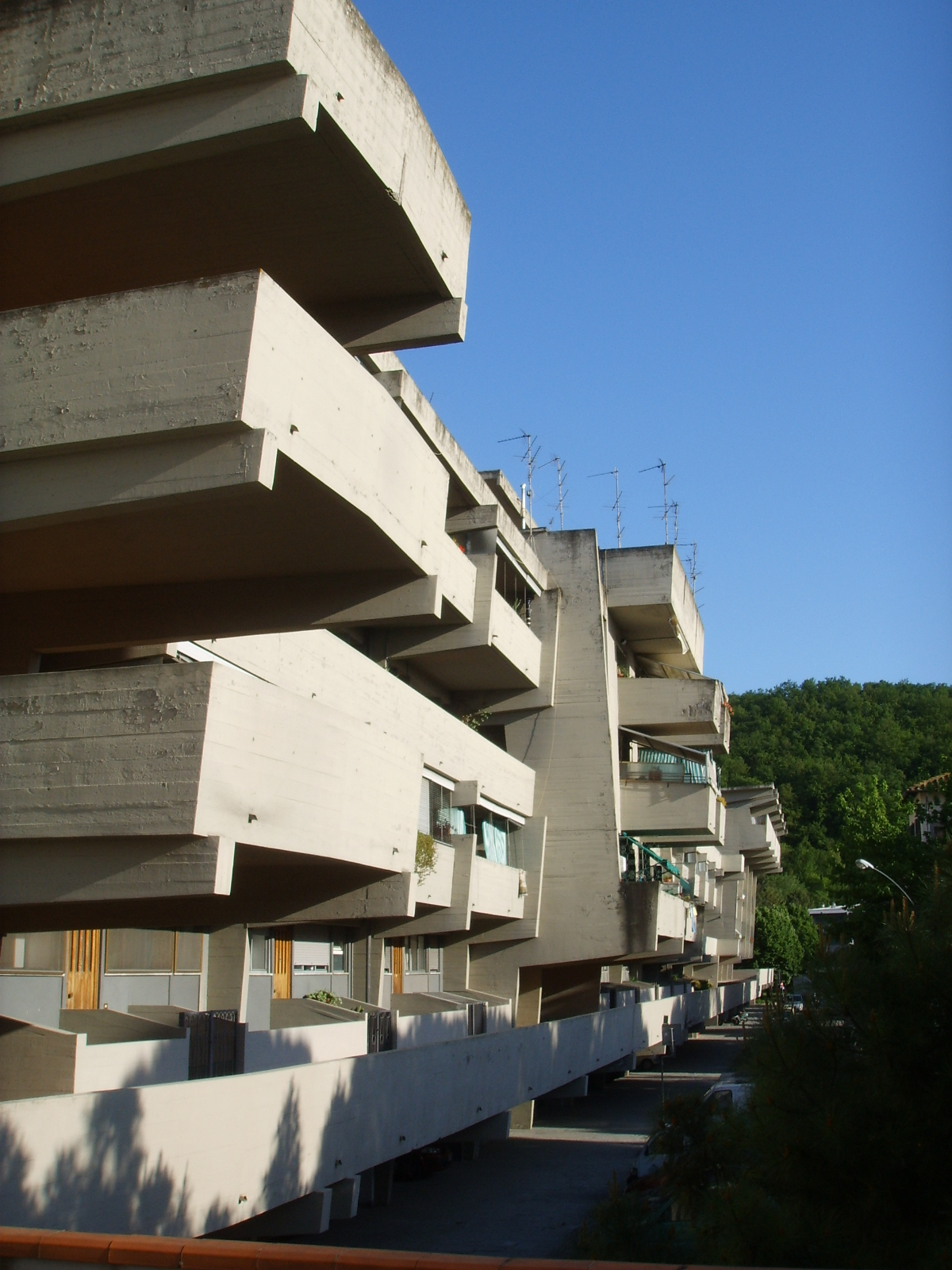
La Nave

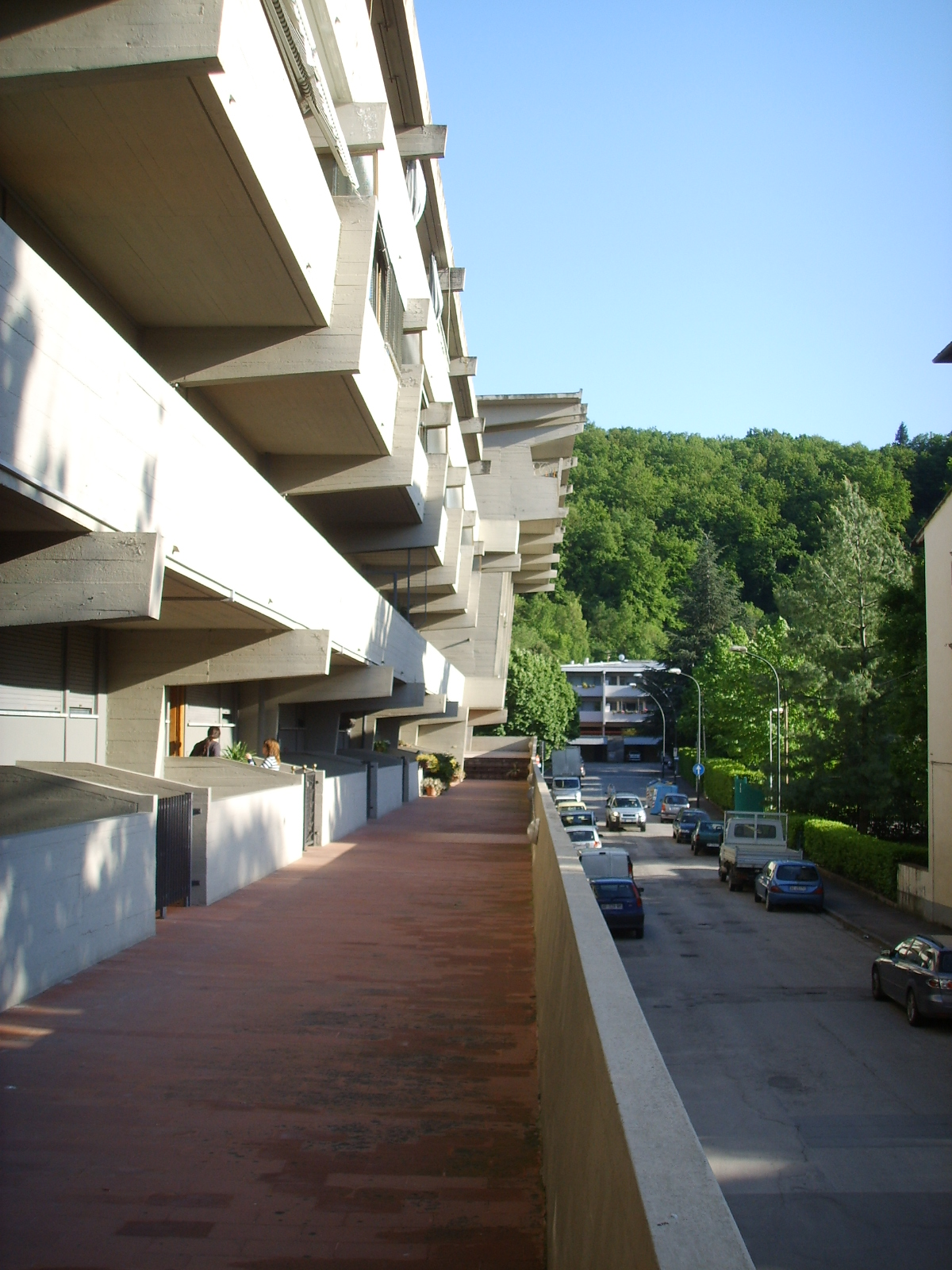
Ballatoio

Il cosiddetto edificio "La Nave" è uno dei palazzi del complesso di case popolari a Sorgane realizzati tra il 1962 e il 1970 da un team di architetti fiorentini. In particolare questo edificio venne progettato dal gruppo di Leonardo Ricci. Si trova tra via Livenza e via Tagliamento.

## Architettura
Collegato all'edificio La Torre, occupa la particella 406 ed è tra i più interessanti del complesso. Si compone con un volume a sviluppo orizzontale, o all'altro edificio da una grande piastra con impianto ad "L" ed hanno i fronti allineati sulle vie Livenza e Tagliamento. Tale piastra, su un unico piano fuori terra, è a sua volta caratterizzata dall'alternanza di pieni e vuoti: i primi, occupati da garage e cantine o da attività commerciali, sono caratterizzati nelle zone di testa da un paramento in bozze d'arenaria ad opus reticulatum e nelle rimanenti da muratura in cemento faccia vista, i secondi sono scanditi da piloti, che in questo caso si configurano come pilastri binati o semplici di notevoli dimensioni. Sopra tale piastra sono articolati gli spazi collettivi di distribuzione (in parte lastricati in piastrelle di conglomerato cementizio, in parte in cotto) ai quali si accede dalle scale rettilinee esterne, normali al fronte, e dai vani scale centrale.
Il corpo dell'edificio Nave ha pianta rettangolare, fortemente sviluppata in senso longitudinale, e volumetria compatta su 5 e 6 piani fuori terra: l'intera stecca è scandita verticalmente dai 3 corpi torre del vano scale (due rampe rettilinee in cemento con rivestimento in cotto) - caratterizzati da una soluzione formale (profili verticali convergenti verso l'alto e balconi con parapetto a sezione divergente, copertura con tettoie fortemente aggettanti ed inclinate) di rilevante plasticità e dinamismo - dai quali si accede ai ballatoi che percorrono longitudinalmente tutto il fronte ovest, e orizzontalmente dai nastri continui dei balconi in cemento, impostati su travi ricalate aggettanti di forte plasticità. I fronti nord e sud sono invece ciechi e si configurano come muraglioni dal profilo mistilineo (linee verticalmente convergenti verso il basso) la cui campitura è contrassegnata modularmente dalla presenza delle 9 facce delle travi in cemento aggettanti. L'intera muratura è in cemento faccia vista; gli infissi interni ed esterni sono in legno e metallo; i vani scala ed i balconi sono lastricati in piastrelle di cotto.
Per l'intero complesso dei due edifici i percorsi pedonali del piano terra sono lastricati in pietra arenaria, con disegno ad opus incertum, mentre gli spazi collettivi sul fronte est sono occupati da giardinetti con aiole a prato e pini.

## Altre immagini

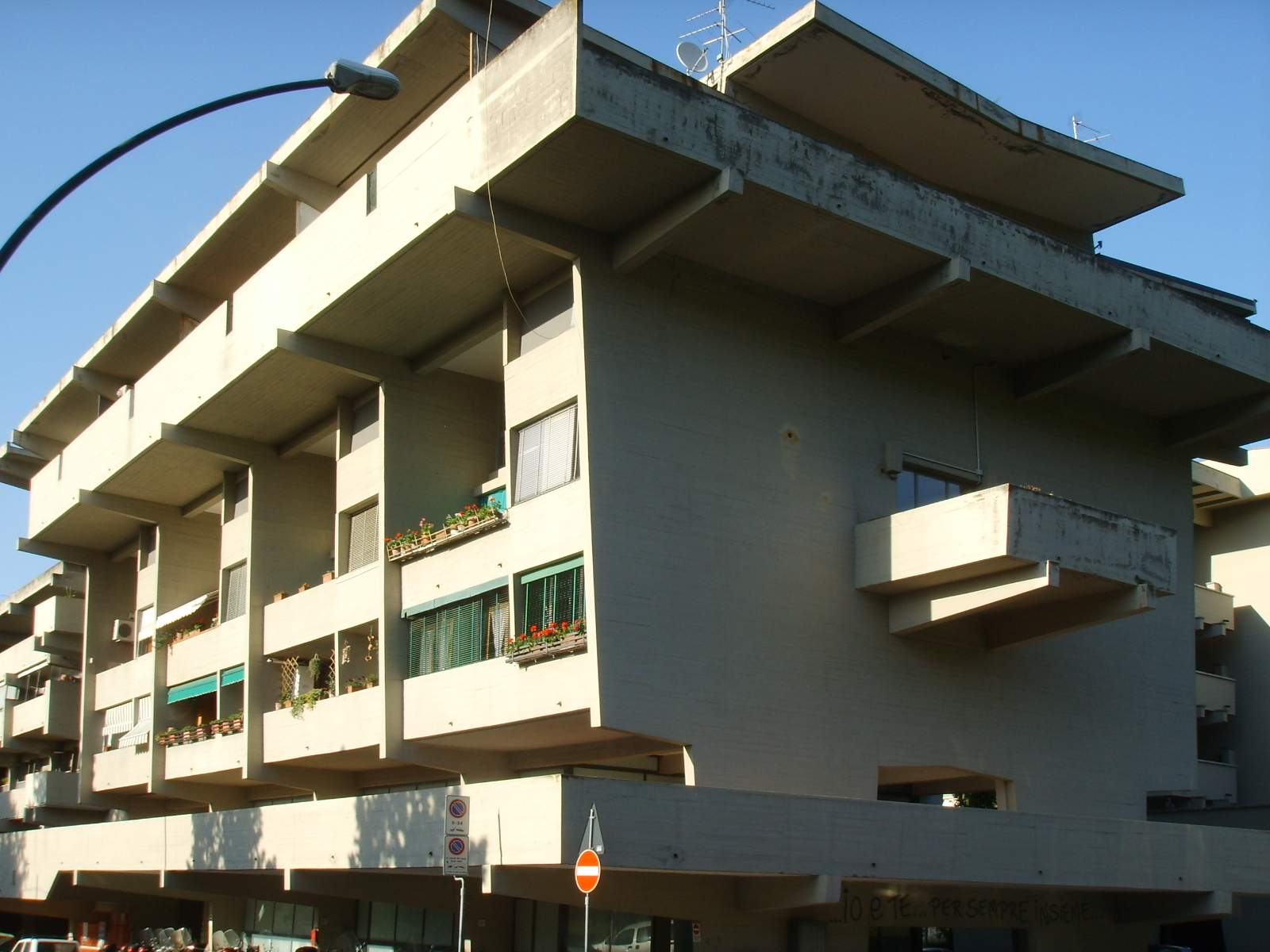
Prospetto sud
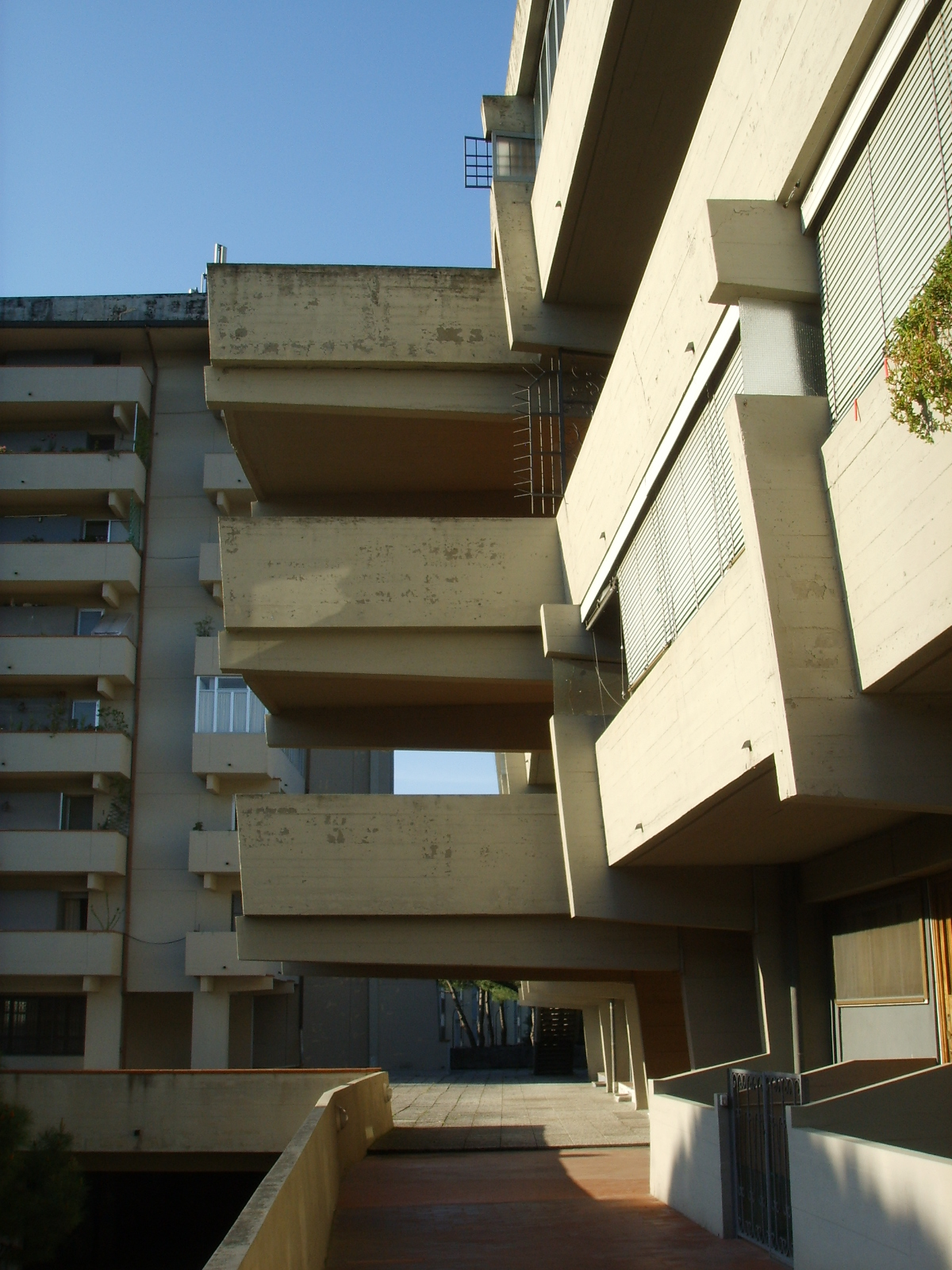
Ballatoio e balconi
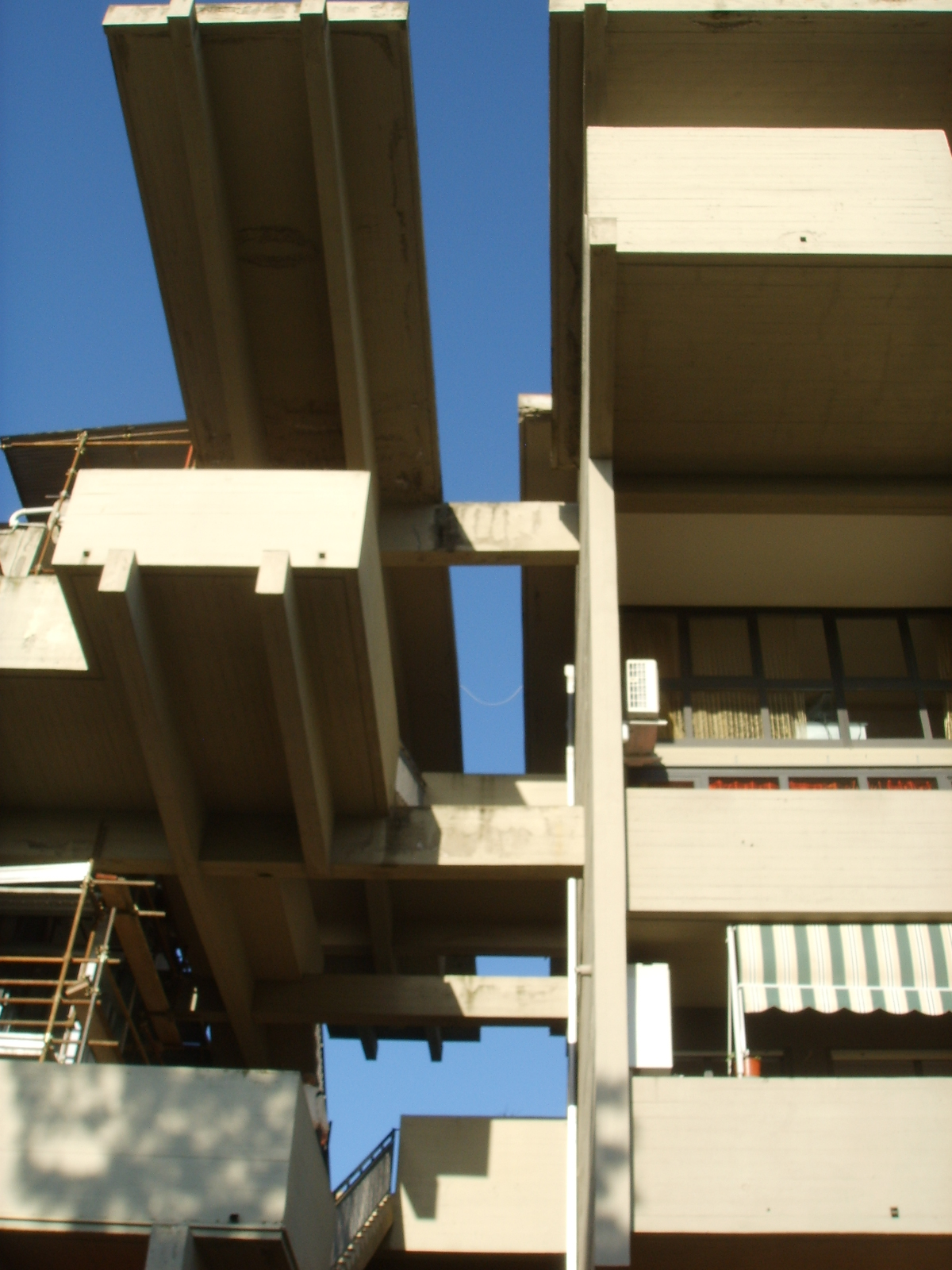
Dettaglio
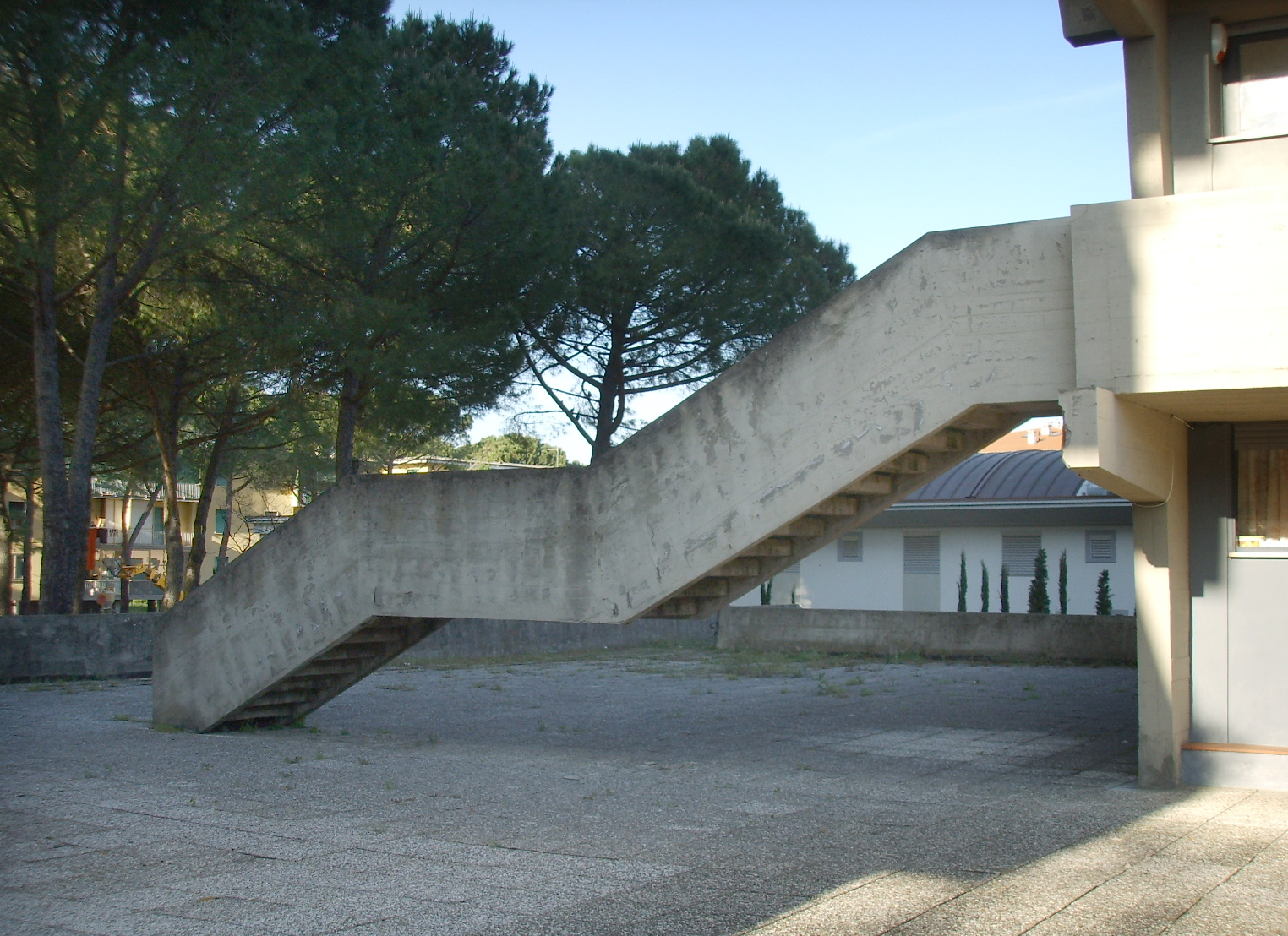
Scala